# اسماعیل بشیکچی

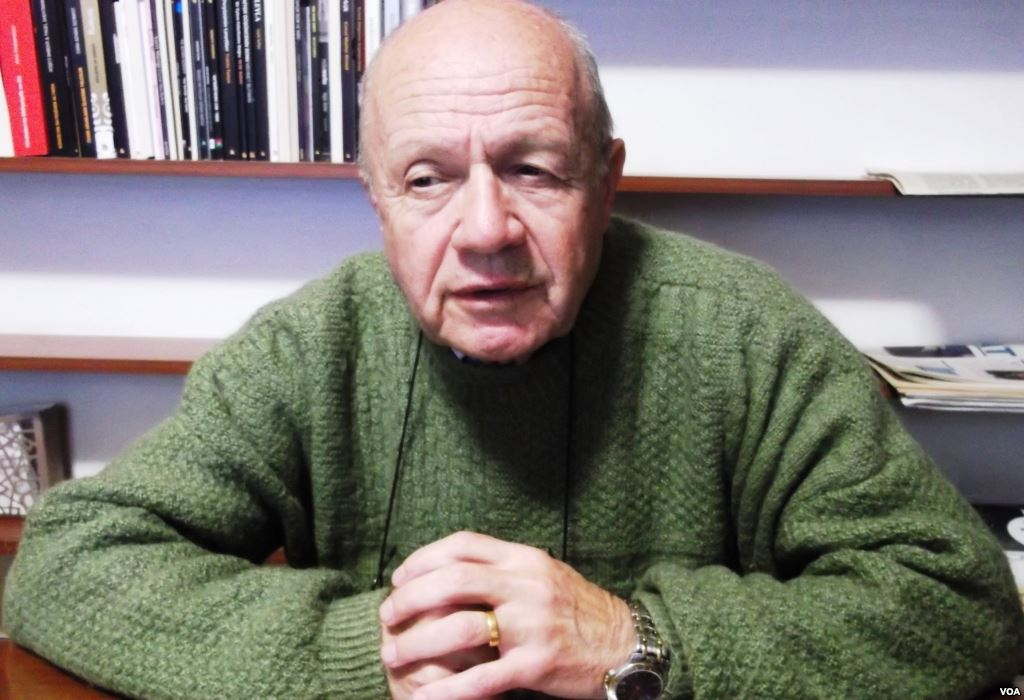
اسماعیل بشیکچی

اسماعیل بشیکچی (به ترکی استانبولی: İsmail Beşikçi) متولد ۱۹۳۹ اسکلپ ترکیه پژوهشگر، جامعه‌شناس، نویسنده و فیلسوف ترک که به خاطر نوشته‌هایش در دفاع از خلق کرد سالها از طول عمر خود را در زندانهای دولت ترکیه سپری کرد. او عضو افتخاری انجمن جهانی قلم است. بیشکچی که به خاطر نوشته‌هایش و به ویژه به خاطر اینکه کردستان را یک مستعمره بین‌المللی می‌داند که در خاورمیانه تقسیم شده‌ است، به صد سال زندان محکوم شد که هفده سال را در زندانها سپری نمود.
فیلسوف و اندیشمند ترک اسماعیل بشیکچی در دانشکده علوم سیاسی دانشگاه آنکارا تحصیل کرده و در ۱۹۶۷ فارغ تحصیل شده‌است. پس از انجام خدمت سربازی استادیار دانشگاه آتاتورک در ارزروم شد. او نخستین پژوهش انسانشناسی خود، تحقیقی دربارهٔ یکی از آخرین طوایف عشایری کرد، آلیکان را در همان‌جا انجام داد و آن را در ۱۹۶۷ در دانشکده علوم سیاسی آنکارا ارائه داد. بیشیکچی در ابتدای برخورد خود با کردها، تحت تأثیر تبلیغات حاکمیت بر ضد کردها بود و حتی اولین کتابش را در انتقاد از کردها نوشت، اما بعدها و به ویژه تحت تأثیر نوشته‌های ضداستعماری فیلسوفانی همچون ژان پل سارتر و فرانس فانون، در یک آنالیز تطبیقی و با مقایسه نوع کولونیالیسم حاکم بر کشورهای دیگر با کردستان به عمق بحران و ستم رفته بر کردها پی برد. این مسئله نقطه تحول فکری و شخصیتی بشیکچی بود که تمام زندگیش را در راستای روشنگری و دفاع از حقوق مردم اختصاص داد.
در حقیقت دومین برخورد او با کردها در طول خدمت نظامی زمانی که در حکاری و بتلیس خدمت می‌کرد اتفاق افتاد و عشایر آلیکان را در هنگام عبور از بتلیس در ییلاق و قشلاق دید.
کتاب او «نظام آناتولی شرقی» در ۱۹۶۹ منتشر شد که در آن در پی به‌کارگیری مفاهیم مارکسیستی در تحلیل جامعه کرد و فرایند سیاسی-اجتماعی و تغییرات سیاسی پیش آمده بود، او را به یک دشمن عمومی مبدل کرد. با اینکه کتاب سبب مباحثه زیادی حتی در میان روشنفکران دانشگاهی یا چپ نشد، دانشگاه به اقدامات انضباطی علیه او دست زد که منجر به محاکمه وی بعد از کودتای ۱۹۷۱ شد. او بازداشت شد و به جرم تبلیغات کمونیستی و ضد ملی محاکمه شد و به خاطر رد یکپارچه بودن ملت ترک به ۱۳ سال زندان محکوم شد.
بشیکچی ۱۳ سال را به‌طور کامل حبس نکشید و در ۱۹۷۴ از عفو بهره‌مند شد. او موفق به اشتغال در دانشکده علوم سیاسی دانشگاه آنکارا که در ۱۹۷۰ به استخدام او علاقه نشان داده‌بود نشد. او دیگر هیچ وقت موفق به تدریس در دانشگاه نشد و پس از آن تمامی پژوهش‌های خود را به عنوان یک محقق مستقل در شرایط اقتصادی نامناسب انجام داد.
برای سال‌ها اسماعیل بشیکچی تنها شخص غیر کرد در ترکیه بود که با صدای بلند و به‌طور صریح از حقوق کردها دفاع کرد. با نوشتن و صحبت کردن علی‌رغم تمامی اقداماتی که برای ساکت کردن او صورت پذیرفت، بشیکچی به یکی از قدرتمندترین و مهم‌ترین نمادها برای کردها و جنبش حقوق بشر ترکیه مبدل شد. او به صد سال زندان محکوم شده‌بود اما در ۱۹۹۹ از زندان آزاد شد، در ۱۹۸۷ او یکی از نامزدهای جایزه صلح نوبل بود. ۳۲تا از ۳۶ کتابی که او نوشته بود در ترکیه ممنوع شده‌اند.
او به عنوان «پیشرو پژوهش‌های کردی در ترکیه مدرن» توصیف شده‌است.
در سال ۲۰۱۰ او دوباره تحت پیگرد قانونی قرار گرفت. این بار توسط دادستان استانبول اینبار به خاطر تبلیغ پ ک ک به خاطر مقاله «حق تعیین سرنوشت برای ملت‌ها و کردها» که برای انجمن وکلای معاصر نوشته‌بود. در مارس ۲۰۱۱ او به ۱۵ ماه حبس محکوم شد.
یکی از مشهورترین کتابهای اسماعیل بشیکچی؛ "کردستان مستعمره بین‌المللی International Colony, Kurdistan" نام دارد که به زبان فارسی تحت عنوان "کردستان مستعمره مشترک چند کشور" ترجمه شده‌است. اصل کتاب به زبان انگلیسی و توسط انتشارات آمازون منتشر گردیده‌است.